# De Goelag Archipel

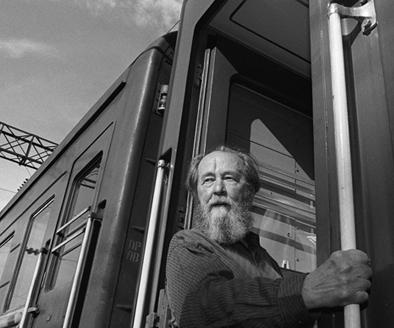
Aleksandr Solzjenitsyn

De Goelag Archipel (Russisch: Архипелаг ГУЛАГ, Archipelag GOELAG) is een boek van de Russische schrijver Aleksandr Solzjenitsyn.
Het boek gaat in op de dwangarbeidkampen voor dissidenten die strafrechtelijk vervolgd werden in het Sovjet-bewind van de jaren na de Tweede Wereldoorlog. Hoewel veroordelingen (uiteenlopend van enkele maanden tot jaren) van dissidenten volgens het Sovjet-strafrecht gegrond waren, is er veel kritiek dat een groot deel van de vervolgde dissidenten onschuldig was aan een echte misdaad.
Het boek zelf is als ooggetuigenverslag geschreven door Solzjenitsyn in de periode tussen 1958 en 1968. Solzjenitsyn zelf was gedetineerd voor een periode van 8 jaar vanaf 1945 tijdens het leiderschap van Stalin. Het boek circuleerde illegaal als samizdat-werk in de Sovjet-Unie en werd in het Westen gepubliceerd in 1973 in Parijs. In Rusland werd het boek pas in 1989 officieel uitgebracht.
De titel van het boek slaat op de keten van geïsoleerde "eilanden" van kampen verspreid over de Sovjet-Unie. Goelag komt van het Russische acroniem "Goelág", dat staat voor "Glavnoje Oepravlenieje ispravitelno-troedovych Lagerej", hetgeen ongeveer vertaald kan worden als de "instelling voor correctieve werkkampen".

## Impact op samenleving
Het boek geldt als een van de meest invloedrijke boeken van de twintigste eeuw. In het Westen werden de dwangarbeidkampen door een groot deel van de communistische partijen gezien als een afwijking veroorzaakt door Stalin, in plaats van inherent aan het Sovjet-regime. In zijn boek legt Solzjenitsyn de oorzaak van het systeem echter neer bij Lenin en het begin van de socialistische staat.
De Goelag Archipel wordt thans ook algemeen beschouwd als behorend tot de wereldliteratuur en werd in 1999 opgenomen in Le Mondes verkiezing van de 100 beste boeken van de eeuw.

## Uitgaven
- De Goelag Archipel, 1918-1956 (copyright 1973-1975), vertaald door D. Peet, Uitg. De Boekerij, Baarn (1974), paperback ISBN 9022504077, gebonden ISBN 9022504239
- Verspreiding in België: Uitg. LIBRICIO NV / Schelle Bij Antwerpen